# Computers and Mathematics with Applications
«Computers and Mathematics with Applications» (рус. Компьютеры и математика с приложениями) — рецензируемый научный журнал, публикуемый издательским домом «Elsevier». Встречается также название: «Computers & Mathematics with Applications». Основная тематика: компьютерное моделирование в науке и технике, использующее дифференциальные уравнения в частных производных (УЧП). Статьи спустя 4 года после публикации выкладываются в открытый доступ.
Главным редактором журнала долгое время был Эрвин Ю. Родин, который основал журнал в 1980-х годах. На 2018 год главным редактором работает Лешек Демкович (Leszek F. Demkowicz, Техасский университет в Остине).

## Тематические направления
Основные области исследований:
- Моделирование с использованием УЧП.
- Анализ математических моделей, сформулированных в терминах УЧП.
- Методы дискретизации и численный анализ для УЧП.
- Численная линейная и нелинейная алгебры. Быстрые численные алгоритмы.
- Алгоритмы и структуры данных. Адаптивность. Вычислительная геометрия.
- Разработка программного обеспечения, проверка кода и обеспечение качества.
- Верификация и валидация.

## Показатели
Журнал занимая 73-е место из 165 журналов в области прикладной математики в Journal Citation Reports.
- Импакт-фактор журнала в 2016 году был равен 1,531.  Среднее за пять лет: 2,008.
- Citescore: 1,74.
- Source Normalized Impact per Paper (SNIP): 1,248.
- SCImago Journal Rank (SJR): 0,955.